# Anri Nagata
Anri Nagata (japanisch 永田アンリ Nagata Anri; * 3. Mai 2000) ist eine japanische Tennisspielerin.

## Karriere
Nagata spielt vor allem auf Turnieren der ITF Women’s World Tennis Tour, bei denen sie bislang sieben Doppeltitel gewonnen hat.
2016 gewann sie an der Seite ihrer Partnerin Liang En-shuo den Titel im Juniorinnendoppel des J1 Berlin.
2017 erreichte sie bei den Australian Open im Juniorinneneinzel mit einem 5:7, 6:2 und 6:2 Erstrundensieg gegen Alexandra Bozovic die zweite Runde, wo sie dann gegen Sofja Jewgenjewna Lansere mit 3:6 und 3:6 verlor. Im Juniorinnendoppel erreichte sie mit Partnerin Thasaporn Naklo das Halbfinale. Bei den French Open erhielt sie eine Wildcard für das Hauptfeld im Juniorinneneinzel, wo sie aber bereits in der ersten Runde gegen die spätere Weltranglistendritte Jelena Rybakina mit 5:7 und 1:6 verlor. Im Juniorinnendoppel verlor sie mit Partnerin Jekaterina Wischnewskaja bereits in der ersten Runde gegen die an Position drei gesetzte Paarung Taylor Johnson und Claire Liu mit 2:6, 6:3 und [4:10]. Bei den US Open erreichte sie mit Partnerin Mai Hontama das Achtelfinale.
2018 qualifizierte sie sich bei den Australian Open wiederum für die Hauptrunde im Juniorinneneinzel und konnte mit einem 6:76, 7:63 und 7:68 Erstrundensieg gegen Diane Parry in die zweite Runde einziehen, wo sie dann mit 2:6 und 2:6 gegen Liang En-shuo verlor. Im Juniorinnendoppel scheiterte sie mit Partnerin Moyuka Uchijima bereits in der ersten Runde gegen Elisabetta Cocciaretto und Sada Nahimana knapp in drei Sätzen. In Wimbledon konnte sie sich wieder für das Hauptfeld im Juniorinneneinzel qualifizieren, bekam es in der ersten Runde abermals mit der an Position zwei gesetzten Liang En-shuo zu tun und verlor mit 2:6, 6:3 und 2:6. Im Jahresverlauf gewann sie mit Partnerin Naho Satō den Titel im Damendoppel des J1 Sarawak und J1 Beaulieu-sur-Mer.
2019 trat sie mit Partnerin Naho Satō bei den Ando Securities Open im Damendoppel an, die beiden verloren aber gegen Eri Hozumi und Makoto Ninomiya mit 1:6 und 2:6.
2022 erhielt sie eine Wildcard für das Heuptfeld des Dameneinzels der mit 60.000 US-Dollar dotierten Shimadzu All Japan Indoor Tennis Championships, wo siw gegen Urszula Radwańska in der ersten Runde mit 1:6 und 4:6 verlor.
2023 qualifizierte sie sich für das Hauptfeld im Dameneinzel der mit 80.000 US-Dollar dotierten Kangaroo Cup International Ladies Open, wo sie in der ersten Runde gegen Rina Saigō mit 2:6 und 5:7 verlor. Bei den anschließenden Fukuoka International Women’s Tennis erhielt sie wiederum eine Wildcard, die sie aber nicht nutzen konnten und mit 2:6 und 1:6 gegen die an Position zwei gesetzte Carol Zhao verlor. Bei den W40 Nanao im Oktober verlor sie mit Partnerin Hiromi Abe in der ersten Runde des Damendoppels. Zum Ende des Jahres erreichte sie mit Partnerin Ikumi Yamazaki das Viertelfinale im Doppelwettbewerb des Yokohama Keio Challenger Women’s International Tennis Tournament.

## Turniersiege

### Doppel
| Nr. | Datum              | Turnier             | Kategorie | Belag             | Partnerin      | Finalgegnerinnen                     | Ergebnis         |
| --- | ------------------ | ------------------- | --------- | ----------------- | -------------- | ------------------------------------ | ---------------- |
| 1.  | 18. Juni 2022      | Chiang Rai          | ITF W15   | Hartplatz         | Naho Satō      | Liu Fangzhou Xun Fangying            | 6:2, 6:4         |
| 2.  | 22. Juli 2023      | Nakhon Si Thammarat | ITF W15   | Hartplatz         | Kisa Yoshioka  | Yatawee Chimcham Lunda Kumhom        | 4:6, 6:2, [10:6] |
| 3.  | 7. Oktober 2023    | Makinohara          | ITF W25   | Teppich           | Hiromi Abe     | Rina Saigō Yukina Saigō              | 1:6, 7:5, [10:8] |
| 4.  | 6. Januar 2024     | Monastir            | ITF W15   | Hartplatz         | Rinon Okuwaki  | Tilwith Di Girolami Yasmine Mansouri | 6:2, 7:65        |
| 5.  | 18. Mai 2024       | Toyama              | ITF W15   | Hartplatz         | Hiromi Abe     | Rinko Matsuda Sera Nishimoto         | 6:2, 6:3         |
| 6.  | 25. Mai 2024       | Fukui               | ITF W15   | Hartplatz         | Hiromi Abe     | Kim Yu-jin Lin Fang-an               | 6:4, 6:0         |
| 7.  | 21. September 2024 | Kyōto               | ITF W35   | Hartplatz (Halle) | Ikumi Yamazaki | Hayu Kinoshita Yukina Saigō          | 6:4, 7:5         |